# Khoa học viễn tưởng nặng

Arthur C. Clarke, một trong những nhà văn có tầm ảnh hưởng của thể loại khoa học viễn tượng nặng.

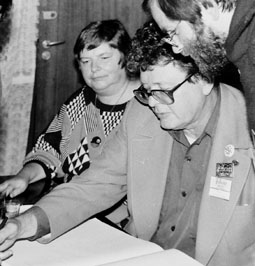
Poul Anderson, tác giả của Tau Zero, Kyrie và những người khác.

Khoa học viễn tưởng nặng là một thể loại khoa học viễn tưởng đặc trưng bởi mối quan tâm về tính chính xác và logic của khoa học. Thuật ngữ này lần đầu tiên được sử dụng trong đánh giá năm 1957 bởi P. Schuyler Miller trong một bài phê bình về Islands of Space của John W. Campbell trong số ra tháng 11 của Astounding Science Fiction. Thuật ngữ bổ sung khoa học viễn tưởng nhẹ được ra đời trong bối cảnh tương tự như khoa học viễn tưởng nặng, xuất hiện lần đầu tiên vào cuối những năm 1970. Thuật ngữ này được hình thành bởi sự tương đồng với sự phân biệt phổ biến giữa khoa học "nặng" (khoa học tự nhiên) và khoa học "nhẹ" (khoa học xã hội). Nhà phê bình khoa học viễn tưởng Gary Westfahl lập luận rằng không có thuật ngữ nào là một phần của sự phân loại nghiêm ngặt; thay vào đó chúng chỉ là những cách mô tả gần đúng với các câu chuyện mà các nhà phê bình và bình luận thấy nó hữu ích.
Những câu chuyện xoay quanh với sự nhất quán về khoa học và kỹ thuật đã được viết từ đầu những năm 1870 thể hiện qua tác phẩm Hai vạn dặm dưới biển của Jules Verne trong số vô vàn những câu chuyện khác. Sự tỉ mỉ đến từng chi tiết khoa học trong tác phẩm của Verne đã trở thành nguồn cảm hứng cho nhiều nhà khoa học và nhà thám hiểm trong tương lai, mặc dù chính Verne đã phủ nhận việc viết chính xác như một nhà khoa học hay có ý định dự đoán nghiêm túc về máy móc và công nghệ trong tương lai.

## Tính chính xác của khoa học

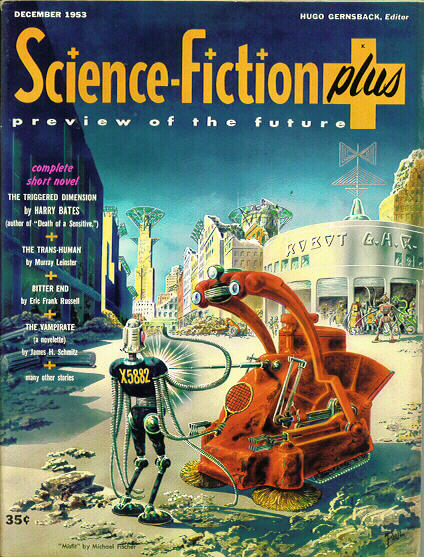
Ảnh bìa của Frank R. Paul cho số ra cuối cùng (tháng 12 năm 1953) của Science-Fiction Plus

Hugo Gernsback đã có niềm tin ngay từ khi ông mới bắt đầu tham gia vào khoa học viễn tưởng vào những năm 1920 rằng những câu chuyện của nó nên có tính hữu dụng, mặc dù không lâu sau đó, ông cảm thấy cần phải có yếu tố kỳ ảo và phi khoa học trong tác phẩm Amazing Stories để thu hút độc giả. Trong thời gian dài ông dừng xuất bản các tác phẩm khoa học viễn tưởng từ năm 1936 đến 1953, thể loại này đã phát triển xa rời khỏi ý tưởng của ông về sự tập trung vào sự thật và tính giáo dục của tác phẩm. Thời kỳ hoàng kim của khoa học viễn tưởng thường được coi là bắt đầu từ cuối những năm 1930 và kéo dài đến giữa những năm 1940, có một "bước nhảy vọt lượng tử về chất lượng, có lẽ là vĩ đại nhất trong lịch sử thể loại", theo các nhà sử học khoa học viễn tưởng Peter Nicholls và Mike Ashley. Tuy nhiên, quan điểm của Gernsback vẫn không thay đổi. Trong bài xã luận của mình trong số ra đầu tiên của Science-Fiction Plus, ông đã đưa ra quan điểm của mình về các câu chuyện khoa học viễn tưởng hiện đại: "dấu ấn của truyện cổ tích, các thể loại kì dị hoặc kì quặc của những thứ nhầm lẫn ngụy tạo dưới cái tên Khoa học - Viễn tưởng ngày nay!" và ông tuyên bố sở thích của mình về "khoa học đúng nghĩa, Khoa học - Viễn tưởng tiên đoán với giọng văn hùng hồn về KHOA HỌC". Trong cùng một bài xã luận, Gernsback kêu gọi cải cách bằng sáng chế để cho các tác giả khoa học viễn tưởng có quyền tạo bằng sáng chế cho các ý tưởng mà không cần mô hình bằng sáng chế vì nhiều ý tưởng của họ đã có trước tiến bộ kỹ thuật cần thiết để phát triển thông số kỹ thuật cho ý tưởng của họ. Phần giới thiệu đã tham khảo rất nhiều công nghệ đã dự đoán từ trước được mô tả trong suốt Ralph 124C 41+.

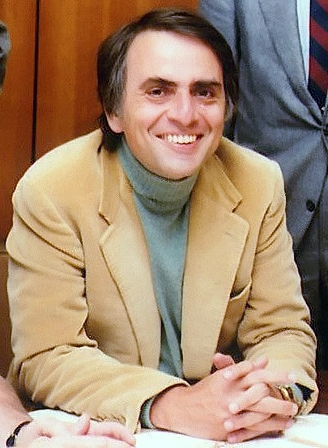
Carl Sagan, nhà thiên văn học và cố vấn của NASA, cũng đã viết cuốn tiểu thuyết khoa học viễn tưởng nặng Contact.

Trọng tâm của sáng kiến "khoa học viễn tưởng nặng" là mối quan hệ của nội dung và thái độ khoa học với lối tường thuật của câu chuyện, và (đối với một số độc giả, ít nhất là) "độ nặng" hoặc tính chính xác của chính khoa học. Một yêu cầu đối với khoa học viễn tượng nặng là tính thủ tục hoặc tính chủ ý: một câu chuyện nên cố gắng trở nên chính xác, hợp lý, đáng tin cậy và nghiêm ngặt trong việc sử dụng kiến thức khoa học và kỹ thuật hiện tại về công nghệ, hiện tượng, kịch bản và tình huống nào có thể thực tế và/hoặc về mặt lý thuyết. Ví dụ, việc phát triển các đề xuất cụ thể cho tàu vũ trụ, trạm vũ trụ, sứ mệnh không gian và chương trình không gian của Hoa Kỳ trong những năm 1950 và 1960 đã ảnh hưởng đến sự phổ biến rộng rãi của những câu chuyện không gian "nặng". Những khám phá sau này không nhất thiết làm mất hiệu lực nhãn khoa học viễn tưởng nặng, bằng chứng là P. Schuyler Miller, người đã gọi cuốn tiểu thuyết năm 1961 A Fall of Moondust của Arthur C. Clarke là khoa học viễn tưởng nặng, và chỉ định vẫn có hiệu lực mặc dù các yếu tố quan trọng trong cốt truyện, sự tồn tại của các túi sâu của "bụi mặt trăng" trong các miệng lỗ mặt trăng, ngày nay được biết là không chính xác.
Có một mức độ mềm dẻo trong khoảng cách từ "khoa học thực tế" của một câu chuyện có thể đi lạc trước khi nó rời khỏi lãnh địa của khoa học viễn tưởng nặng. Các tác giả khoa học viễn tưởng nặng tuyệt đối tránh xa các công nghệ vô lý như di chuyển nhanh hơn ánh sáng (trong đó có các khả năng thay thế  được NASA Lưu trữ ngày 14 tháng 11 năm 2016 tại Wayback Machine chứng thực), trong khi các tác giả viết khoa học viễn tưởng nhẹ chấp nhận các khái niệm đó (đôi khi được gọi là "thiết bị cho phép", vì họ cho phép mọi khả năng có thể xảy ra trong câu chuyện).
Độc giả của "khoa học viễn tưởng nặng" thường cố gắng tìm ra những điểm không chính xác trong các câu chuyện. Ví dụ, một nhóm tại MIT đã kết luận rằng hành tinh Mesklin trong tiểu thuyết năm 1953 của Hal Clement, Mission of Gravity sẽ có một bờ rìa nhọn ở xích đạo, và một lớp học ở trường trung học ở Florida đã tính toán rằng trong tiểu thuyết Ringworld năm 1970 của Larry Niven lớp đất mặt sẽ trượt xuống biển trong vài nghìn năm. Niven đã sửa những lỗi này trong phần tiếp theo của mình The Ringworld Engineers, và lưu ý chúng trong lời tựa.
Các bộ phim được đặt ở ngoài không gian mong muốn tác phẩm gắn mác khoa học viễn tưởng nặng cố gắng giảm thiểu các phóng tác nghệ thuật được thực hiện vì tính thực tế của hiệu ứng. Các yếu tố bao gồm:
- Làm thế nào bộ phim trở nên phi trọng lượng trong không gian.
- Làm thế nào bộ phim diễn tả âm thanh bất chấp môi trường chân không trong không gian.
- Liệu thông tin liên lạc có thể được thực hiện tức thời hay bị giới hạn bởi tốc độ ánh sáng.

## Các tác phẩm tiêu biểu

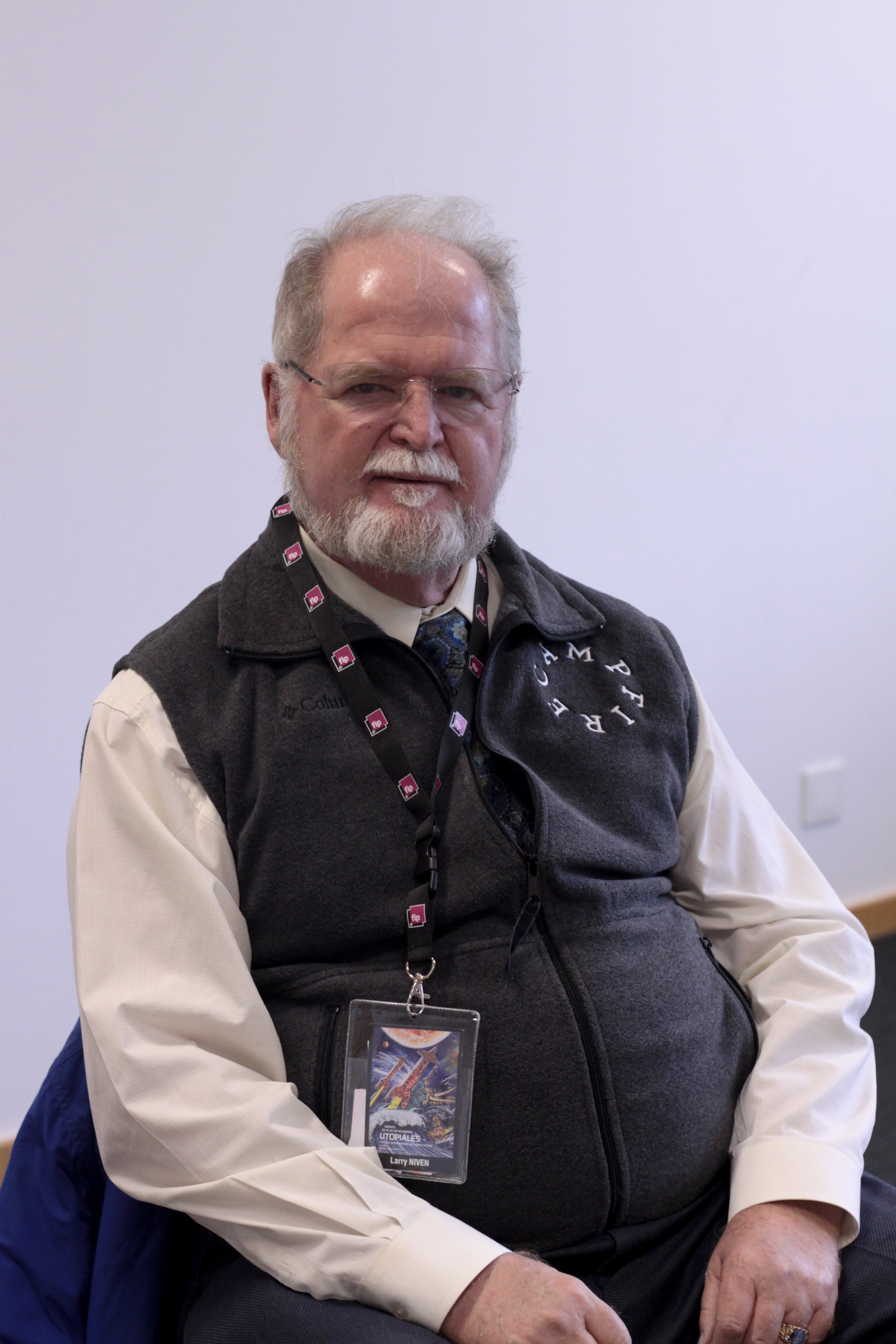
Larry Niven, tác giả của Ringworld, " Inconstant Moon ", " The Hole Man " và những người khác.

Sắp xếp theo thứ tự thời gian theo năm xuất bản.

### Tuyển tập
- David G. Hartwell và Kathryn Cramer (chủ biên.), The Ascent of Wonder: The Evolution of Hard SF (1994) [20]
- David G. Hartwell và Kathryn Cramer (chủ biên.), The Hard SF Renaissance: An Anthology (2002) [21]
- Ben Bova và Eric Choi (chủ biên.), Carbide-Tipped Pens: Seventeen Tales of Hard Science Fiction (2014) [22]
- Twelve Tomorrows của MIT Press

### Truyện ngắn
- Robert Heinlein, The Past Through Tomorrow tập truyện (1939 - 1962) [23]
- Hal Clement, "Uncommon Sense" (1945)
- James Blish, "Surface Tension" (1952), (Quyển 3 của The Seedling Stars (1957) [20] [NB 1]
- Tom Godwin, "The Cold Equations" (1954)  [24][25][26]
- Isaac Asimov, "Evidence" (1946)
- Poul Anderson, "Kyrie" (1968)
- Frederik Pohl, "Day Million" (1971)
- Larry Niven, " Inconstant Moon " (1971) và "The Hole Man" (1974)  và "Neutron Star " (1966)
- Greg Bear, "Tangents" (1986)
- Geoffrey A. Landis, " A Walk in the Sun " (1991) [21]
- Vernor Vinge, "Fast Times at Fairmont High" (2001)

### Tiểu thuyết
- Aldous Huxley, Thế giới mới tươi đẹp (1932) [27]
- Robert A. Heinlein, The Rolling Stones (1952)
- Hal Clement, Mission of Gravity(1953) [20]
- Harry Martinson, Aniara (1953)
- Fred Hoyle, The Black Cloud(1957) [25]
- James Blish, A Case of Conscience (1958) [26]
- Jack Vance, The Languages of Pao (1958)
- John Wyndham, The Outward Urge (1959)
- Stanisław Lem, Solaris(1961)
- Arthur C. Clarke, A Fall of Moondust (1961),[1] 2001: A Space Odyssey (1968), Rendezvous with Rama (1972)
- John Brunner, Stand on Zanzibar (1968),  The Jagged Orbit (1969),  The Sheep Look Up (1972),  The Shockwave Rider (1975)
- Michael Crichton, The Andromeda Strain (1969)
- Poul Anderson, Tau Zero (1970)
- James Gunn, The Listeners (1972)
- Isaac Asimov, The Gods Themselves (1972)
- Bob Shaw, Orbitsville (1975)
- James P. Hogan, The Two Faces of Tomorrow (1979)
- Robert L. Forward, Dragon's Egg (1980) [28]
- Steven Barnes và Larry Niven, Hậu duệ của Anansi (1982)
- Michael Crichton, Công viên kỷ Jura (1990)
- Robert Silverberg (biên tập viên), Murasaki (1992)
- Kim Stanley Robinson, Bộ ba sao Hỏa (Sao Hỏa đỏ (1992), Sao hỏa xanh lục (1993), Sao hỏa xanh lam (1996)),[29][30] Aurora (2015)
- Ben Bova, sê-ri Grand Tour (1992 - 2009)
- Nancy Kress, Beggars in Spain (1993) [21]
- Linda Nagata, The Nanotech Succession (1995 -1998)
- Stephen Baxter, Ring (1996)
- Greg Egan, Schild's Ladder (2002) [31]
- Alastair Reynold, Pushing Ice (2005)
- Paul J. McAuley, The Quiet War (2008)
- Clyde Desouza, Memories with Maya (2013) [32]
- Neal Stephenson, Seveneves (2015)

### Phim điện ảnh
- Frau im Mond (1929)
- Destination Moon (1950)
- 2001: A Space Odyssey (phim) (1968) [33]
- Marooned (1969)
- Colossus: The Forbin Project (1970) [34]
- The Andromeda Strain (1971)
- Silent Running (1972)
- Blade Runner (1982) [35]
- 2010: The Year We Make Contact (1984) - phần tiếp theo của 2001
- Contact (phim) (1997)
- Gattaca (1997)
- The Man from Earth (2007)
- Moon (2009)
- Apollo 18 (2011)
- Robot & Frank (2012)
- Europa Report (2013)
- Autómata (2014)
- Ex Machina (2014) [36]
- Người về từ Sao Hỏa (2015)

### Chương trình truyền hình
- Men into Space  (1959 - 1960)
- Star Cops (1987)
- ReGenesis (2004 - 2008)
- The Expanse (2015 - nay)
- Mars (2016 - 2018)

### Anime / Manga
- Mobile Suit Gundam (1979)
- 2001 Nights (1984, 1986)
- They Were Eleven (1986)
- Royal Space Force: The Wings of Honnêamise (1987)
- Patlabor (1988 - nay) [37]
  - Patlabor 2: The Movie (1993)
- Ghost in the Shell (1989 - nay)
- Planetes (1999, 2004)
- Flag (2006)
- Pale Cocoon (2006)
- Dennō Coil (2007)
- Moonlight Mile (2007)
- Rocket Girls (2007)
- Space Brothers (2007 -  nay)

### Visual novel
- Snatcher (trò chơi điện tử) (1988) [38]
- Policenauts (1994)
- YU-NO: A Girl Who Chants Love at the Bound of this World  (1996)
- Infinity (2000 - 2008)
- Planetarian ~Chiisana Hoshi no Yume~ (2004)
- Muv-Luv Alternative (2006 - 2013)  
  - Schwarzemarken (2015)
- Baldr Sky (2009)
- Full Metal Daemon: Muramasa (2009)
- Zero Escape (2009 - 2012)
- Root Double: Before Crime * After Days (2012)

## Liên kết ngoại
- Phỏng vấn độc quyền khoa học viễn tưởng
- Kheper Realism scale
- Science Fiction Stories with Good Astronomy & Physics: A Topical Index Lưu trữ ngày 25 tháng 2 năm 2021 tại Wayback Machine
- Sự khởi đầu của kỳ quan của David G. Hartwell & Kathryn Cramer. Ghi chú câu chuyện và giới thiệu.
- The Ten Best Hard Science Fiction Books of all Time Lưu trữ ngày 12 tháng 4 năm 2012 tại Wayback Machine, được lựa chọn bởi các biên tập viên của Tạp chí công nghệ MIT, 2011
- "Low-Level Science fiction: Sci-fi with hard science and a literary slant"